# General Vedia
General Vedia é uma cidade da Argentina, localizada na província de Chaco.